# Brock Air Services
Brock Air Services — канадская чартерная авиакомпания со штаб-квартирой в городе Кингстон (Онтарио) (Онтарио), работающая на рынке пассажирских и грузовых авиаперевозок города и обеспечивающая работу мобильных подразделений скорой медицинской помощи (санитарная авиация).

## История
Авиакомпания была основана в 1978 году.

## Деятельность
Brock Air Services выполняет чартерные рейсы из Аэропорта Кингстон и Муниципального аэропорта Броквилл. Перевозка мобильных служб скорой медицинской помощи осуществляется в рамках договора с компанией Ornge.
The airline also manages the Brockville airport.

## Флот
По состоянию на январь 2006 года воздушный флот авиакомпании Brock Air Services составляли следующие самолёты:
- 1 Cessna 421
- 1 Cessna 172